# Tauberia acutibranchiata
Tauberia acutibranchiata är en ringmaskart som beskrevs av Strelzov 1973. Tauberia acutibranchiata ingår i släktet Tauberia och familjen Paraonidae. Inga underarter finns listade i Catalogue of Life.